# Vingpilört
Vingpilört (Persicaria nepalensis) är en slideväxtart som först beskrevs av Meissner, och fick sitt nu gällande namn av Hugo Gross. Vingpilört ingår i släktet pilörter, och familjen slideväxter. Utöver nominatformen finns också underarten P. n. kumaonum.